# 骤雨计划
骤雨计划（英語：Titan Rain）是從2003年起，一系列针对美国政府、军火商、科学研究室的电脑进行攻击的行动。普遍认为这些攻击是源自于中国，但中國政府或解放軍是否涉入其中，至今仍然無從查證。
袭击起源于中国广东。 据信，该活动与国家资助的高级持续威胁有关。 美国联邦政府将其命名为“泰坦雨”。泰坦雨黑客获得了许多美国国防承包商计算机网络的访问权限，这些网络因其敏感信息而成为攻击目标，其中包括洛克希德·马丁公司、桑迪亚国家实验室、红石兵工厂和美国宇航局的网络。